# Tianwen-3
Tianwen-3 ( en chino: 天问三号 ) es una misión de retorno de muestras a Marte planificada por China, que enviaría dos naves espaciales las cuales serán un orbitador con capacidad para volver a la Tierra de la órbita de Marte y un módulo de aterrizaje que incorporaría también vehículo de ascenso, que serían enviados a través de dos lanzamientos separados hacia el planeta rojo. Juntas, las dos naves espaciales buscarán obtener muestras de rocas y suelo marcianos, para posteriormente devolver las muestras almacenadas a la Tierra para su posterior análisis. 

## Descripción
En el verano de 2022, durante un foro sobre tecnología de exploración del espacio profundo celebrado en la Universidad de Nankín, Sun Zezhou, diseñador jefe de la misión Tianwen-1, detalló los planes para esta misión, planeándola en dos lanzamientos orbitales. La misión forma parte de la serie de misiones espaciales Tianwen.
Originalmente, la arquitectura actual de la misión prevé dos lanzamientos durante 2030 en un cohete tipo Larga Marcha 5, aunque posteriormente anunciaron el lanzamiento de esta misión para la ventana de lanzamiento de 2028, volviendo las muestras a la Tierra para 2031. En uno de los lanzamientos se enviará un orbitador con capacidad de volver a la Tierra. En el segundo lanzamiento se enviará el módulo de aterrizaje con un vehículo de ascenso donde viajarán las muestras hasta el orbitador. Por otro lado, estaba planificado en lanzar ambas misiones en un Larga Marcha 9, pero fue descartado ante las dudas de que el nuevo cohete estuviera preparado para la nueva fecha de lanzamiento de la misión.
Una vez que el módulo de aterrizaje llegue a la superficie marciana, recolectará muestras aleatorias de la superficie, posiblemente mediante un taladro en el módulo de aterrizaje y un robot móvil autónomo con múltiples patas. Después de varios meses en la superficie marciana y tras almacenar las muestras recolectadas por el módulo de aterrizaje y el robot móvil, el vehículo de ascenso se lanzará desde el módulo de aterrizaje y se encontrará con el orbitador que permanecerá a la espera durante todos esos meses. El vehículo de ascenso transferirá las muestras recogidas a la nave en órbita, desde donde partirá hacia la Tierra. Las muestras serán devueltas mediante un vehículo de reentrada atmosférica, siendo esta una misión muy parecida a la planeada por la NASA del rover Perseverance, aunque con una fecha de retorno de las muestras más temprana que las de la misión americana, siendo así una muestra más de la nueva carrera espacial que se está llevando a cabo entre China y Estados Unidos.
La diferencia principal entre la misión Mars sample return mission de la NASA y la Tianwen-3 es que las muestras de la NASA han sido primeramente elegidas y estudiadas cuidadosamente por el Perseverance previamente, mientras que las muestras de la Tianwen-3 serán recolectadas nada más llegar, con el objetivo principal de ser las primeras muestras de otro planeta en volver a la Tierra.